# Plessaer Heide

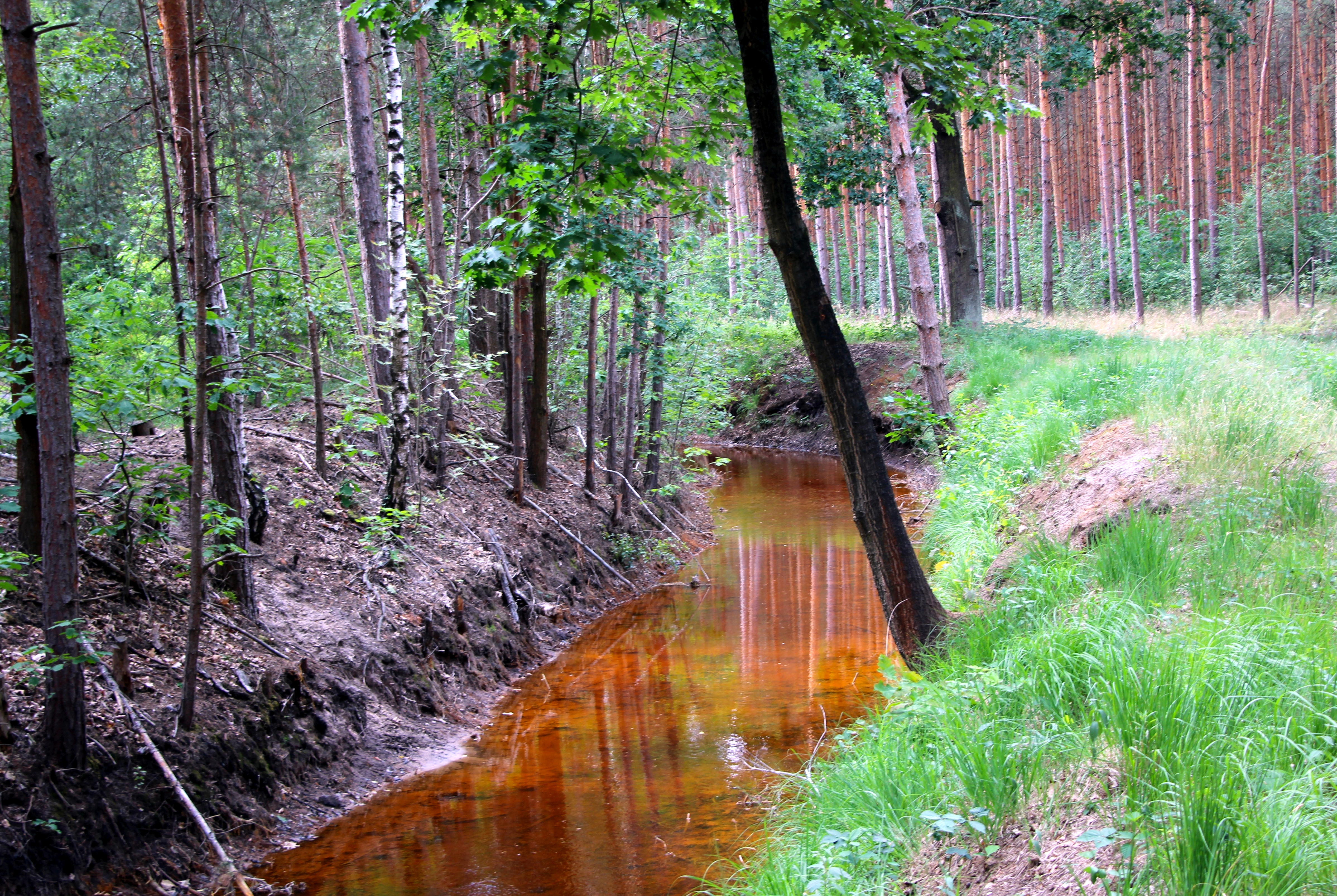
Der vom eisenhaltigen Wasser der einstigen Braunkohletagebaue gefärbte Floßgraben im Naturpark (2020)

Die Plessaer Heide ist ein Waldgebiet im südbrandenburgischen Landkreis Elbe-Elster. In ihrer ursprünglichen Ausdehnung wurde sie im Nordosten und Osten vom Grünewalder- und Mückenberger Lauch, im Süden durch die Feldmarken von Plessa und Döllingen sowie im Nordwesten durch die Liebenwerdaer Heide begrenzt.

## Geschichte

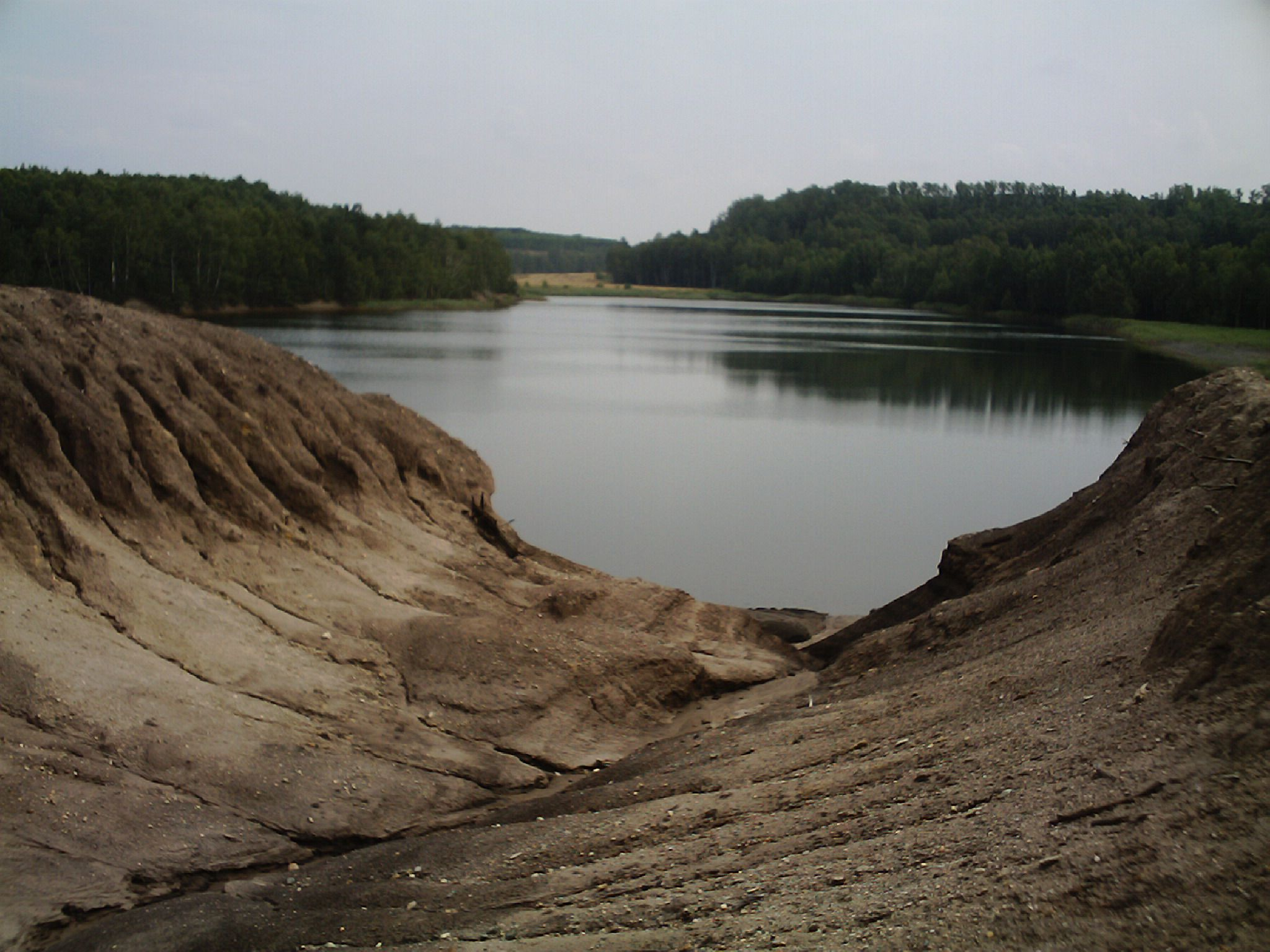
Tagebau-Restloch 111 bei Plessa (2005)

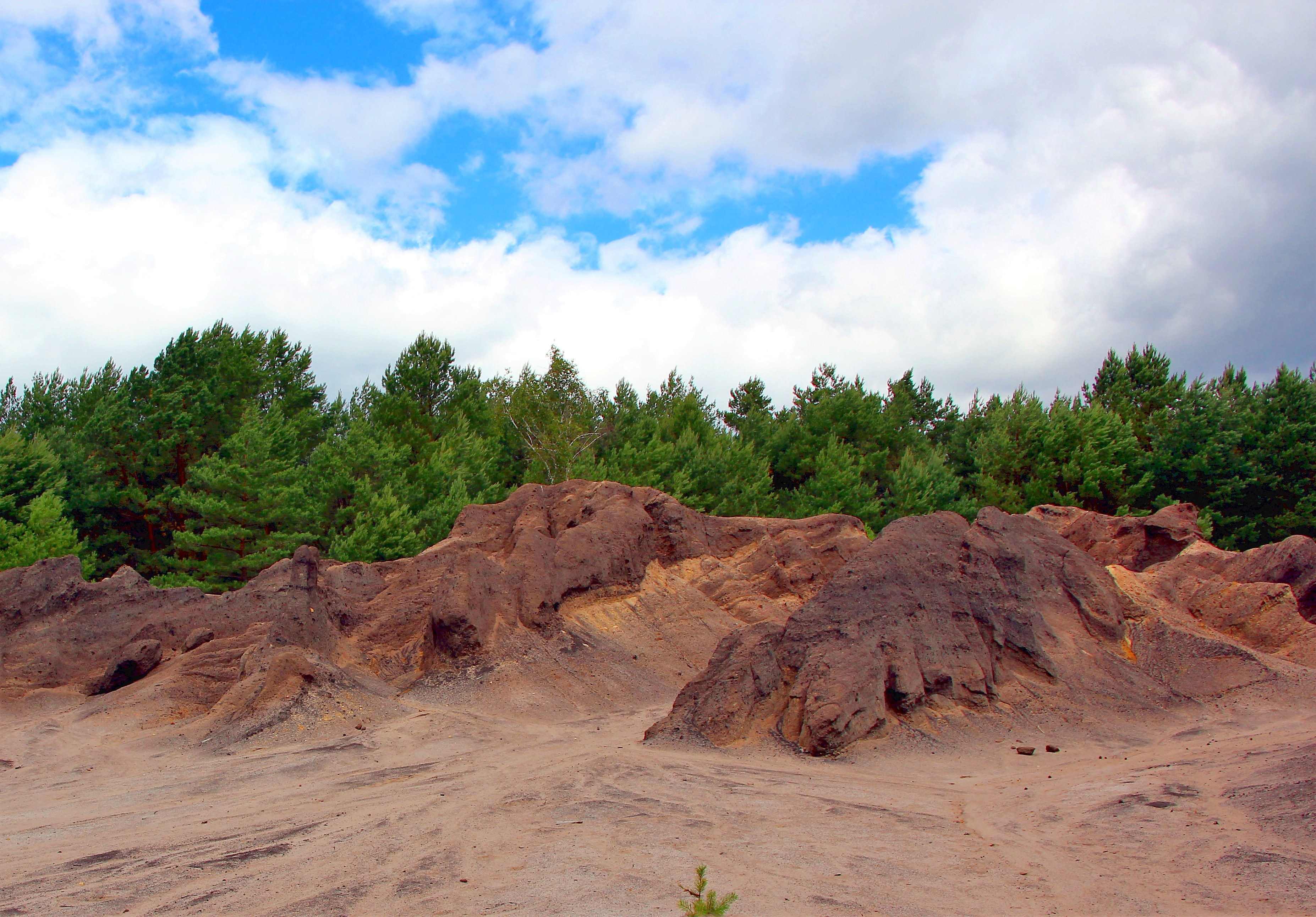
Abraumhalde einer ehemaligen Braunkohlengrube in der Plessaer Heide (2020)

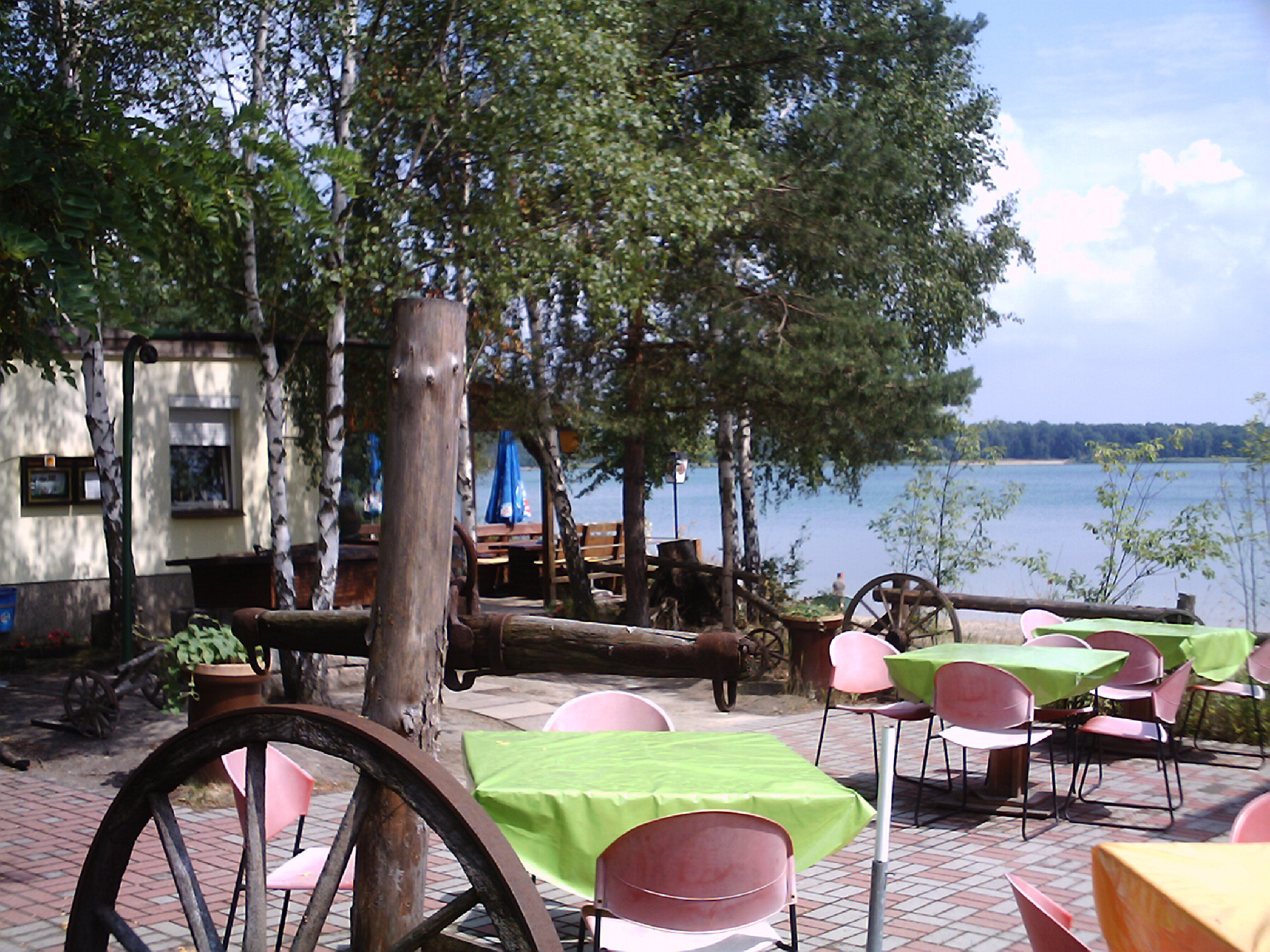
Naherholungsgebiet Grünewalder Lauch (2005)

Die Plessaer Heide wurde urkundlich erstmals im Jahre 1456 erwähnt. Ihre Größe umfasste um 1579 eine Fläche von 1300 sächsischen Ackern, wovon 118 Acker auf den später durch die Anlage des Floßgrabens trocken gefallenen sogenannten Plessaer Teich entfielen. Außerdem gab es in diesem Gebiet zu jener Zeit mehrere kleine Heideweiher, die dem späteren Bergbau zum Opfer fielen. Im Jahre 1727 waren 1409 Acker und 140 Quadratruten im Besitz der Herrschaft Elsterwerda. 42 Acker und 160 Quadratruten der Heide waren in bäuerlichem Besitz. 1830 gehörte sie zur Unterförsterei Plessa und umfasste eine Größe von 3026 Morgen.
Ab dem Ende des 19. Jahrhunderts wurde die Plessaer Heide durch den hier einsetzenden Braunkohlebergbau geprägt, so dass nur noch wenig an ihren alten Zustand erinnert. Nachdem man die Braunkohle zunächst im Tiefbau gewonnen hatte, begann man später, die Braunkohle im Tagebau abzubauen. Da das Deckgebirge über der Kohle immer mächtiger wurde und den Abbau zunehmend unrentabel machte, sann man unter Führung von Friedrich von Delius auf eine bessere Lösung. So nahm nach einjähriger Bau- und Montagezeit am 26. September 1924 in der Grube Agnes die erste Abraumförderbrücke der Welt ihren Dienst auf.
Ab den 1950er Jahren begann auf den Bergbaufolgeflächen im Westen der Plessaer Heide die Anpflanzung von Obstgehölzen und man versuchte, 32 Hektar der Flächen für den Obstbau nutzbar zu machen. Dabei bewährten sich vor allem die Anpflanzungen von Süßkirschen, die niedrigere Standortansprüche als andere Obstsorten haben. 
Der Braunkohlenbergbau wurde kurze Zeit nach der 1959 im heutigen Tagebau-Restloch 111 erfolgten Sprengung der 1924 errichteten Abraumförderbrücke in den 1960er Jahren weitgehend aufgegeben, da die örtlichen geologischen Beschaffenheiten die Braunkohleförderung unrentabel machten. In der Folgezeit gestaltete man im Zuge der Sanierungsmaßnahmen das Restloch 117 in das Naherholungsgebiet Grünewalder Lauch um, welches im Jahre 1976 der Gemeinde Grünewalde übergeben wurde.

## Sagen
Die Sage vom Goldenen Born erzählt von einer inzwischen versiegten und abgebaggerten Quelle am abgebaggerten einst 150 Meter hohen Kohlenberg im Nordosten der Heide. Hier soll sich in früherer Zeit eine Gräfin aus dem Elsterwerdaer Schloss bei einem Jagdausflug verirrt haben. Nachdem sie halb verdurstet die Quelle gefunden hatte, erquickte sie sich selbst und ihr Pferd daran. Aus Dankbarkeit warf sie anschließend ihr goldenes Ringlein in den Born.